# Cantón de Leforest
El cantón de Leforest era una división administrativa francesa, que estaba situada en el departamento de Paso de Calais y la región de Norte-Paso de Calais.

## Composición
El cantón estaba formado por cuatro comunas:
- Courcelles-lès-Lens
- Dourges
- Évin-Malmaison
- Leforest

## Supresión del cantón de Leforest
En aplicación del Decreto n.º 2014-233 de 24 de febrero de 2014, el cantón de Leforest fue suprimido el 22 de marzo de 2015 y sus 4 comunas pasaron a formar parte; tres del nuevo cantón de Hénin-Beaumont-2 y una del nuevo cantón de Hénin-Beaumont-1.